# Marcelo Nicácio
Marcelo da Paixão Ramos Nicácio, mais conhecido como Marcelo Nicácio, ou simplesmente Nicácio (Salvador, 5 de janeiro de 1983), é um futebolista brasileiro que atua como atacante.

## Carreira
Revelado pelo Bahia, era apontado por muitas pessoas como o sucessor de Nonato, um dos grandes ídolos de Marcelo Nicácio, embora tenham estilos de jogo diferentes. Marcelo Nicácio foi o artilheiro da Taça Estado da Bahia de 2003, com 10 gols, ano em que chegou ao estrelato. Foi apelidado de Neguim da musica pois quando pequeno tocava tambor na Fonte Nova na Torcida Fiel, uma das torcidas organizadas do baiense.
Passou por empréstimo pelo Skoda Xanthi, da Grécia e Votoraty Futebol Clube, do interior de São Paulo, até ser contratado em definitivo pelo CRB, de Alagoas, onde fez excelentes participações, que o fez ser contratado pelo Atlético Mineiro, em 2008, que buscava um grande atacante para suprir a carência no setor. Sem muito sucesso, foi emprestado ao América de Natal, onde jogou em 2008.
Em 2009, foi novamente emprestado, dessa vez ao Fortaleza, onde conquistou o título e a artilharia do Campeonato Cearense. Já na disputa da Série B do mesmo ano, apesar da equipe ter sido rebaixada, Nicácio foi artilheiro da competição, com 17 gols.
Após o empréstimo ao Fortaleza, Nicácio jogou em 2010 no Figueirense, novamente emprestado pelo Atlético Mineiro. Insatisfeito no clube catarinense, o jogador acertou sua transferência ao Ceará.
Acertou com o Litex Lovech, da Bulgária, onde ele jogará em 2012. Na sua estréia pelo Litex, Nicácio marcou 3 gols na vitória de 3x0 sobre o Vidima-Rakovski.  Em julho de 2012, com a falência do Litex Lovech, Marcelo Nicácio ficou disponível para negociar com qualquer clube.
Poucos dias depois, mais precisamente em 5 de julho, firmou contrato com o Vitória, inicialmente válido até maio de 2013. No rubro-negro baiano, alternou bons e maus momentos. Em seu primeiro ano, ainda como reserva, fez parte do elenco que garantiu o retorno do clube à Série A após dois anos, marcando um gol no campeonato. No início de 2013, agora sob o comando do treinador Caio Júnior, assumiu a camisa 9 do rubro-negro baiano e foi o artilheiro da Copa do Nordeste, ainda nos primeiros meses do ano. Vinha em excelente fase, até que uma lesão muscular em abril o afastou por cerca de duas semanas. Tal lesão afetou definitivamente sua permanência no Vitória, e Nicácio não retornou ao time titular após recuperar-se.
Em 30 de maio de 2013, após um longo destino incerto desde o início do ano, envolvendo Fortaleza e Paysandu, que disputavam a contratação do atacante, Marcelo Nicácio optou pela proposta do time paraense. Em um jogo válido pela 35ª rodada do Campeonato Brasileiro da Série B de 2013 contra o Palmeiras, um vídeo flagrou o jogador falando para a torcida do Paysandu; "Vamos torcida de M.....!"
Após ser dispensado do Paysandu, acertou com o Al-Faisaly, Arábia Saudita.
Para o estadual de 2016, foi contratado pelo Boavista-RJ. No dia 1 de junho de 2016, o CSA confirmou a sua contratação por empréstimo.

## Seleção Brasileira
Foi um atleta de destaque da Seleção Brasileira Sub-20, participando dos Jogos Pan-Americanos de 2003 e conquistando a medalha de prata na competição. Entretanto, teve uma discreta passagem pela Seleção principal.

## Títulos
Fortaleza
- Campeonato Cearense: 2009

Ceará
- Campeonato Cearense: 2011

Vitória
- Campeonato Baiano: 2013

UNIRB
- Campeonato Baiano de Futebol - Segunda Divisão: 2020

### Campanhas de destaque
Seleção Brasileira
- Jogos Pan-Americanos: 2003 (Medalha de Prata)

## Artilharias
Bahia
- Taça Estado da Bahia: 2003 (10 gols)

Votoraty
- Campeonato Paulista Série B: 2006 (25 gols)
- Campeonato Paulista Série A3: 2007 (19 gols)

Fortaleza
- Campeonato Cearense: 2009 (13 gols)
- Campeonato Brasileiro Série B: 2009 (17 gols)

Ceará
- Campeonato Cearense: 2011 (16 gols)

Vitória
- Copa do Nordeste: 2013 (5 gols)

Junto com Rodrigo Silva